# Nachal Menaše
Nachal Menaše (hebrejsky: נחל מנשה) je vádí v severním Izraeli, ve vysočině Ramat Menaše.
Začíná v nadmořské výšce přes 200 metrů nad mořem, v severní části vysočiny Ramat Menaše, západně od lokální silnice 672, která probíhá západně od vesnice Ramat ha-Šofet. Odtud vádí směřuje k jihozápadu převážně odlesněnou, mírně zvlněnou krajinou. Ze severu míjí vesnici Ramot Menaše, podchází těleso dálnice číslo 6, zprava přijímá vádí Nachal Mo'ed. Pak se vádí stáčí k jihu a klesá do hlouběji zaříznutého, lesnatého údolí Nachal Dalija, do kterého ústí zprava jihovýchodně od vesnice Bat Šlomo.